# GHV2
GHV2 (Greatest Hits Volume 2) is Madonna's tweede Greatest Hits-album, uitgebracht in 2000. Het bevat singles uit de periode 1992 tot 2001, en er staan geen nieuwe nummers op.

## Tracks
01. Deeper and Deeper (7" edit)

02. Erotica (radio edit)

03. Human Nature (radio version)

04. Secret (edit)

05. Don't Cry for Me Argentina

06. Bedtime Story (edit)

07. The Power of Good-bye

08. Beautiful Stranger (William Orbit radio edit)

09. Frozen (edit)

10. Take a Bow (edit)

11. Ray of Light (radio edit)

12. Don't Tell Me

13. What It Feels Like for a Girl

14. Drowned World/Substitute for Love

15. Music

## Trivia
- De nummers staan niet in chronologische volgorde op de cd. Dit is wel het geval bij haar eerste verzamelalbum The Immaculate Collection, dat de hits van de periode 1983 t/m 1990 bevat.
- In tegenstelling tot The Immaculate Collection zijn de nummers niet opnieuw geremixt voor dit album. Van de meeste nummers is de reguliere singleversie opgenomen.
- Van Human Nature is de clean version gebruikt, om te voorkomen dat GHV2 een waarschuwingssticker zou moeten bevatten dat het album expliciete teksten bevat. In de clean version is de zin I'm not your bitch, don't hang your shit on me weggelaten.
- Nummers die wel in de periode 1992-2001 op single zijn verschenen, maar niet op GHV2 staan zijn: This Used to Be My Playground, Bad Girl, Fever, Rain, Bye Bye Baby, I'll Remember, You'll See, Love Don't Live Here Anymore (remix), One More Chance, You Must Love Me, Another Suitcase in Another Hall, Nothing Really Matters en American Pie.
- Ter promotie van GHV2 werd een megamix gemaakt van een aantal Madonna-nummers door Thunderpuss.